# Italioti
     Liguri
     Veneti
     Etruschi
     Piceni
     Umbri
     Latini
     Osci
     Messapi
     Magna Grecia

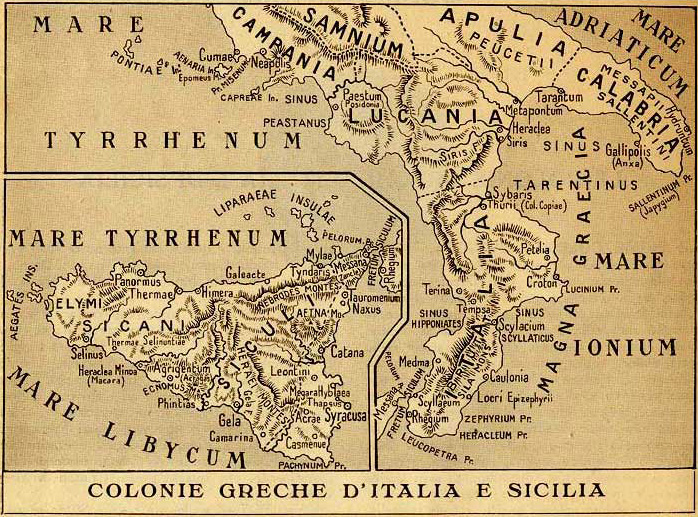
La terra degli italioti secondo i greci

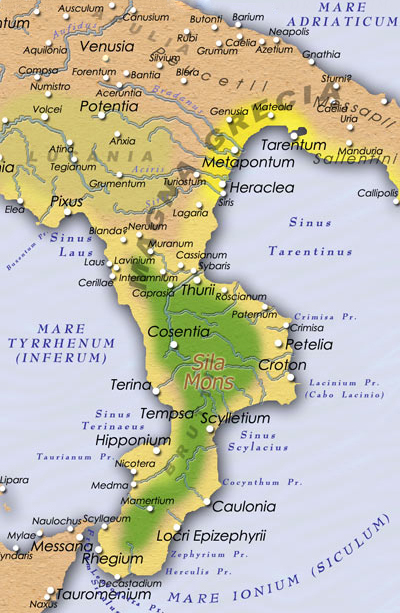
Una sezione continentale della Magna Grecia attorno al 280 a.C.

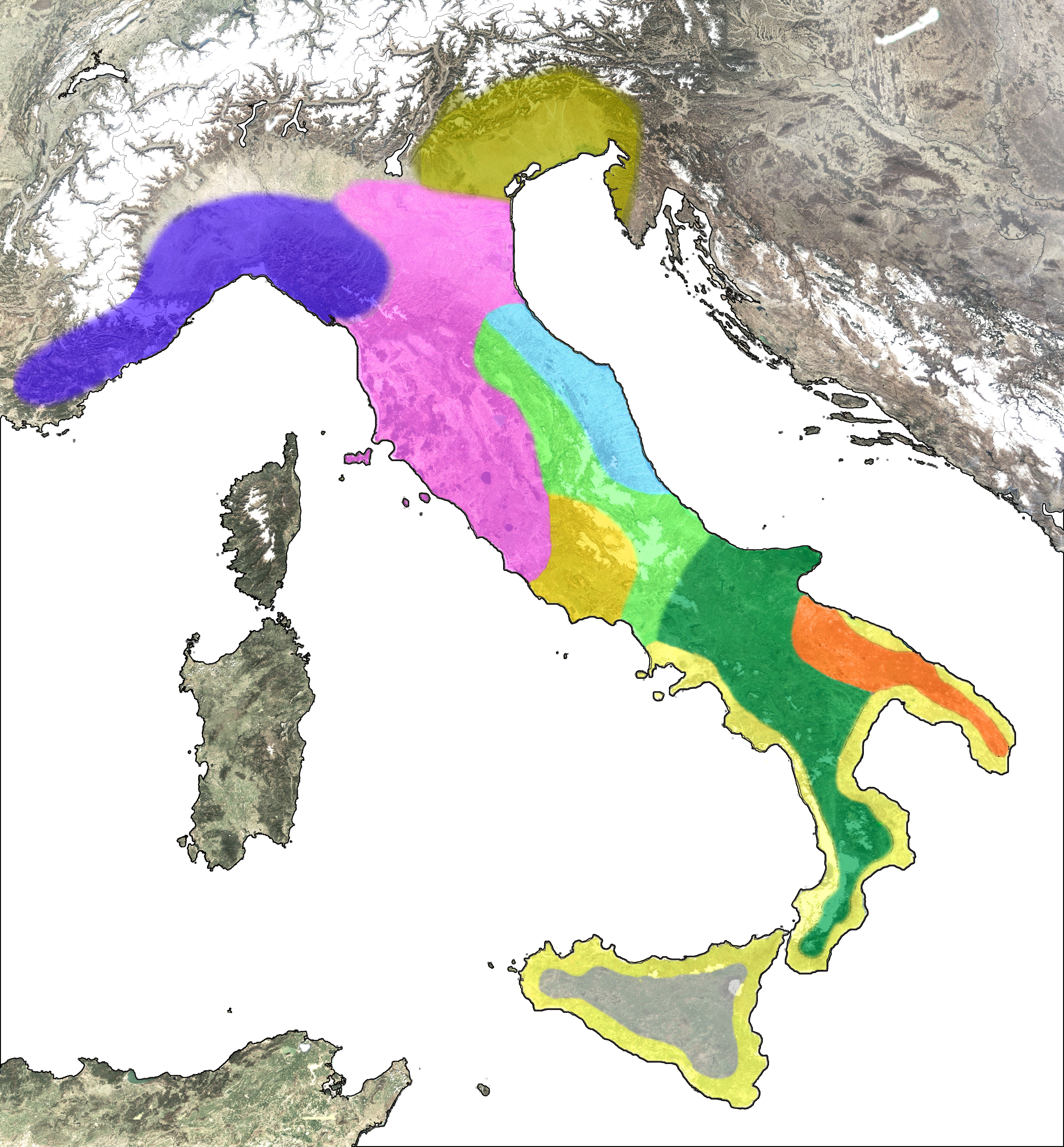
Gruppi etnici della penisola italiana nell'età del ferro:
Liguri
Veneti
Etruschi
Piceni
Umbri
Latini
Osci
Messapi
Magna Grecia

Italioti (in greco Ἰταλιώτης/Ἰταλιῶται Italiōtai) è il termine con cui i greci antichi indicavano i coloni di lingua greca che si sono insediati nella penisola italiana e più specificamente al Sud, cioè in Magna Grecia. Il termine non comprendeva i coloni situati in Sicilia, per i quali esisteva la denominazione di sicelioti (Σικελιώτης/Σικελιῶται siceliōtai). Entrambi i termini sono stati accolti, con lo stesso significato, nella letteratura scientifica in ambito storico e archeologico.
Con l'avvento della dominazione romana, gli italioti erano distinti dai popoli italici autoctoni.
La colonizzazione greca delle coste meridionali della penisola e della Sicilia iniziò nell'VIII secolo a.C. Furono i Romani a chiamare quella regione con l'appellativo di Magna Graecia.
L'alfabeto latino deriva proprio dall'alfabeto greco usato dai fondatori delle colonie italiote: la prima attestazione della scrittura in Italia è costituita dalla iscrizione greca in forma metrica graffiata sulla cosiddetta coppa di Nestore, rinvenuta in un contesto culturale italiota (Pithekoussai) . L'alfabeto portato dai coloni fu poi adottato e modificato prima dagli Etruschi e poi dall'antica Roma.

## Lega Italiota
Storicamente, dal V secolo a.C., Taranto controllò la Lega italiota combattendo contro le città greche. Dionisio I di Siracusa conquistò il meridione d'Italia, contro la Lega Italiota nella Battaglia dell'Elleporo distruggendo Rhegium, l'attuale Reggio Calabria.